# Epilobium hooglandii
Epilobium hooglandii är en dunörtsväxtart som beskrevs av John Earle Raven. Epilobium hooglandii ingår i släktet dunörter, och familjen dunörtsväxter. Inga underarter finns listade i Catalogue of Life.